# Condado de Jack
O condado de Jack é um dos 254 condados do estado norte-americano do Texas. A sede do condado é Jacksboro, e sua maior cidade é Jacksboro.
O condado possui uma área de 2 383 km² (dos quais 9 km² estão cobertos por água), uma população de 8 763 habitantes, e uma densidade populacional de 4 hab/km² (segundo o censo nacional de 2000).
O condado foi criado em 1856.